# 中房林氏祖厅
中房林氏祖厅，是位于中国福建省福州市罗源县中房镇林家村的明清时期古建筑，祖厅门前的旗杆林在2013年1月28日入选第八批福建省文物保护单位。
中房林氏祖厅旗杆林是福建省境内最完整、旗杆碣数量最多的旗杆林，由明清名人在林氏祖厅前竖立，如明朝嘉靖三十一年（1552年）湖州乌程县少尹林灯、万历河南道參軍林日荣、清朝湖北荆门州知州林芝华等。已有少部分腐化圮毁，现存18对，2019年有修缮。